# Lahamu
Lahamu ou Lahama est un génie ou monstre de la Mésopotamie antique. Leur apparence n'est pas connue.
Le Lahamu fait partie des créatures associées au dieu Enki/Ea et à son domaine des eaux souterraines, l'Abîme, Abzu/Apsû. Plusieurs textes évoquent des Lahamu de l'Abzu, notamment en tant que gardiens des portes de la cité d'Eridu, ville du dieu Enki/Ea ; peut-être leurs représentations faisaient-elles partie des éléments architecturaux placées au niveau de ces portes et servant à protéger ces édifices. 
Le Lahamu fait partie du groupe des onze créatures monstrueuses invoquées par la déesse Tiamat dans l’Épopée de la Création afin de détruire la jeune génération de dieux, et qui sont vaincues par le dieu Marduk.